# Muzeum FC Barcelona
Muzeum FC Barcelona (kat. FC Barcelona Museu) – muzeum zlokalizowane w dzielnicy Les Corts w Barcelonie przy ulicy Avinguda Arístides Maillol. Jest częścią stadionu Camp Nou.  
Zostało otwarte w 1984 roku pod przewodnictwem ówczesnego prezydenta klubu Josepa Lluísa Núñeza. Jednak pomysł jego powstania zrodził się już znacznie wcześniej, za sprawą założyciela i prezesa Dumy Katalonii Joana Gampera. Obiekt na przestrzeni lat był kilkakrotnie przebudowywany. W 2010 roku muzeum zostało ponownie otwarte po długiej restrukturyzacji. 
Wskutek jej przeprowadzenia podzielono muzeum na kilka osobnych sekcji. Od tego czasu muzeum można zwiedzać tylko rezerwując pakiet Camp Nou Experience, który obejmuje wejście do muzeum i zwiedzanie stadionu. Sekcja multimedialno–historyczna muzeum zawiera zbiór zdjęć i filmów dokumentalnych szczegółowo opisujących historię klubu. Materiały filmowe można obejrzeć na ścianie z interaktywnymi ekranami. Zwiedzający mają  możliwość dotknięcia tych ekranów i wyświetlenia szczegółowych informacji na temat zawodników czy trenerów związanych z klubem w przeszłości. Można tu również posłuchać oficjalnego hymnu FC Barcelony i zapoznać się z jego tekstem dostępnym aż w 30 językach. Kolejna sekcja to prywatna kolekcja sztuki, która jest stale eksponowana w muzeum. Można tutaj zobaczyć prace lokalnych artystów, takich jak Salvador Dalí, Joan Miró i Antoni Tàpies. W następnej sekcji (nazywanej Kolekcja Futbolart) zwiedzający mogą zobaczyć klubowe pamiątki piłkarskie, w tym każde zdobyte przez klub trofeum. Ostatnia sekcja to tzw. "Wystawa czasowa" dzięki której kibice (w zależności od dnia odwiedzin) mogą na przykład poznać sylwetki ludzi którzy w znacznym stopniu przyczynili się do powstania klubu.   
Jedną z kilku pamiątek prezentowanych w kolekcji Futbolart jest m.in. historyczna koszulka klubowa z numerem "10" w której grał Diego Maradona. 
Na terenie muzeum znajduje się także fanowski sklep FCB – FCBotiga Megastore. 
Muzeum zajmuje powierzchnię 3500 metrów kwadratowych. Jest to drugie najczęściej odwiedzane muzeum w Barcelonie (zaraz za Muzeum Picassa).  